# Relaciones Cuba-Trinidad y Tobago
Las relaciones Cuba-Trinidad y Tobago son las relaciones exteriores entre Cuba y Trinidad y Tobago. Ambas naciones formalmente establecieron relaciones diplomáticas el 8 de diciembre de 1972.

## Historia
Del 7 al 8 de diciembre de 2011, Trinidad y Tobago organizó la 7ª Cumbre CARICOM-Cuba en la ciudad de Puerto España, en la Academia Nacional Norteamericana de Artes Escénicas (NAPA). El Presidente de Cuba, Raúl Castro, llegó al Aeropuerto Internacional de Piarco, Trinidad, el 6 de diciembre de 2011, a eso de las 10:53 de la mañana y fue recibido por el presidente de Trinidad y Tobago George Maxwell Richards, la primera ministra Kamla Persad-Bissessar y algunos de sus miembros del gobierno.

## Acuerdos bilaterales
- 12 de enero de 2000. Acuerdo de Cooperación Económica y Técnica.

## Diplomacia
De Cuba
- Puerto España (Embajada)

De Trinidad y Tobago
- La Habana (Embajada)